# Eleccions generals d'Irlanda del Nord de 1945
Les eleccions generals d'Irlanda del Nord de 1945 es van celebrar el 15 de juny de 1945 amb una nova incontestable victòria del Partit Unionista de l'Ulster (PUU) de Basil Brooke.

## Resultats
| Partit                              | Líder          | Vot popular | %     | Escons | Canvi (de 1945) |
| Partit Unionista                    | Basil Brooke   | 180.342     | 50,4% | 33     | -6              |
| Laboristes                          | Paddy Agnew    | 66.053      | 18,5% | 2      | +1              |
| Nacionalistes                       | T. J. Campbell | 32.546      | 9,1%  | 9      | +1              |
| Partit Laborista de la Commonwealth | Harry Midgley  | 28.079      | 7,8%  | 1      | +1              |
| Unionista independent               |                | 17.906      | 5,0%  | 2      |                 |
| Comunistes                          |                | 12.456      | 3,5%  |        |                 |
| Laborista independent               |                | 9.872       | 2,8%  | 1      | +1              |
| Partit Socialista Republicà         |                | 5.947       | 1,5%  | 1      |                 |
| Federació del Treball               | Jack Beattie   | 3.921       | 1,1%  |        |                 |
| Independent                         |                | 1.219       | 0,3%  | 2      |                 |